# Vía Colectora Y de San Antonio-San Vicente
La Vía Colectora Y de San Antonio-San Vicente (E383A) es una vía secundaria de sentido oeste-este ubicada en la Provincia de Manabí.  Esta colectora se inicia en la Troncal del Pacífico (E15) en la localidad de San Vicente (banco norte del estuario del Río Chone). A partir de San Vicente, la colectora se extiende en sentido general oriental hasta finalizar su recorrido en la Vía Colectora Santo Domingo-Rocafuerte (E38) en el sector denominado como la Y de San Antonio en la localidad del mismo nombre.

## Localidades Destacables
De Oeste a Este:
- San Vicente, Manabí
- San Antonio, Manabí

- Datos: Q1961663